# Yannick Lupien
Yannick Lupien (né à Laval, Québec le 21 février 1980) est un nageur canadien, spécialiste de la nage libre.

## Biographie
Yannick Lupien a participé à deux Jeux olympiques d'été consécutifs (2000 et 2004) où son meilleur résultat a été une sixième place avec l'équipe canadienne du relais 4 × 100 m 4 nages à Sydney.
En 2005 à Montréal, il est vice-champion du monde avec l'équipe de relais du 4 × 100 m nage libre. Lors de ses participations aux Jeux Panaméricains et Championnats Pan Pacifiques, il n'obtient aucune médaille individuelle mais une d'argent et quatre de bronze pour les épreuves des relais 4 × 100 m nage libre, 4 × 100 m 4 nages et 4 × 200 m nage libre.
Retraité du sport olympique il est maintenant pompier.

## Palmarès

### Championnats du monde de natation
- Championnats du monde de natation 2005 à Montréal, Canada
  -  médaille d'argent du relais 4 × 100 m nage libre (temps : 3 min 16 s 44) (Yannick Lupien~Rick Say~Mike Mintenko~Brent Hayden)

### Championnats du monde de natation (bassin de 25 m)
- Championnats du monde de natation en petit bassin 1999 à Hong Kong
  -  médaille de bronze de l'épreuve de relais 4 × 200 m nage libre (Temps : 7 min 08 s 02) (Mark Johnston~Brian Johns~Rick Say~Yannick Lupien)

### Jeux panaméricains
- Jeux Panaméricains de natation 1999 à Winnipeg, Canada
  -  médaille de bronze de l'épreuve de relais 4 × 200 m nage libre (Mark Johnston~Brian Johns~Yannick Lupien~Rick Say)

### Championnats pan-pacifiques
- Championnats pan-pacifiques 1999 à Sydney, Australie
  -  médaille d'argent de l'épreuve de relais 4 × 100 m 4 nages (Temps : 3 min 40 s 18) (Mark Versfeld~Morgan Knabe~Mike Mintenko~Yannick Lupien)
  -  médaille de bronze de l'épreuve de relais 4 × 100 m nage libre  (Temps : 3 min 20 s 73) (Yannick Lupien~Craig Hutchison~Jake Steele~Graham Duthie)
  -  médaille de bronze de l'épreuve de relais 4 × 200 m nage libre (Temps : 7 min 23 s 26) (Mark Johnston~Rick Say~Yannick Lupien~Brian Johns)
- Championnats pan-pacifiques 2002 à Yokohama, Japon
  -  médaille de bronze de l'épreuve de relais 4 × 100 m nage libre  (Temps : 3 min 17 s 69) (Yannick Lupien~Mike Mintenko~Rick Say~Brent Hayden)